# فرانسوا براتشي
فرانسوا براتشي (3 نوفمبر 1951 في كالكاتوغيو) (بالفرنسية: François Bracci)‏ لاعب كرة قدم فرنسي معتزل كان يجيد اللعب في خط الدفاع ومدرب نادي الدرجة الأولى الدفاع الجديدي المغربي سنة 2008.
لعب براكي في أندية مرسيليا (1971-1979) ستراسبورغ (1979-1980) بوردو (1980-1983) مرسيليا مجددا (1983-1985) روين (1985-1986) بيزيرز (1986-1987) .
شارك براكي مع منتخب فرنسا في 18 مباراة دولية من دون أن ينجح في تسجيل أي هدف في الفترة من 1973 إلى 1982. تولى براكي تدريب أندية روين (1985-1986) لو روتش فيندي (1992-1993) طولون (1996-1997) فريجوس (2002-2003) فريق شباب قسنطينة (الجزائر) 2003-2004 مولودية الجزائر الجزائري (2006-2007) و2009-2010 أولمبيك خريبكة المغربي (2007) الفتح الرباطي المغربي (2007)، نادي اتحاد الأغواط (الجزائر) 2013 .

## روابط خارجية
- فرانسوا براتشي على موقع الاتحاد الدولي (مؤرشف)  (الإنجليزية)
- فرانسوا براتشي على موقع قاعدة بيانات كرة القدم.إي يو (الإنجليزية)
- فرانسوا براتشي على موقع ليكيب (الفرنسية)
- فرانسوا براتشي على موقع ناشيونال فوتبول تيمز (الإنجليزية)
- فرانسوا براتشي على موقع عالم كرة القدم.نت (الإنجليزية)
- فرانسوا براتشي على موقع كووورة